# Ototyphlonemertes nikolaii
Ototyphlonemertes nikolaii är en djurart som tillhör fylumet slemmaskar, och som beskrevs av Chernyshev 1998. Ototyphlonemertes nikolaii ingår i släktet Ototyphlonemertes och familjen Ototyphlonemertidae. Inga underarter finns listade i Catalogue of Life.